# Кантон Обвалден
Кантон Обвалден (скраћеница OW) је кантон у средишњем делу Швајцарске. Главни град је град Зарнен.

## Природне одлике
Кантон Обвалден је изразито планинског карактера и налази се у средишњим Алпима. Кантон на северу излази на Луцернско језеро, док се у средишњем цделу налази мање Зарненско језеро. Највиши врх је на 3.238 метара. Површина кантона је 490,5 km².

## Историја
Обвалден и суседни Нидвалден су 1291. г., као два дела кантона Унтервалден, били један од три оснивача Швајцарске конфедерације. Међутим, током 14. и 15. века, ова два кантона су деловала независно, па је тако остало до данас.

## Становништво и насеља
Кантон Обвалден је имао 34.429 становника 2008. г.
У кантону Обвалден говори се немачки језик, који је и једини званични језик. Становништво је углавном римокатоличко (80%), а мањински протестантско (8%).
Највећа насеља су:
- Зарнен, 9.800 ст. - главни град кантона
- Кернс, 5.500 становника.
- Алпнах, 5.200 становника.

## Привреда
Главне привредне гране су сточарство и туризам. Обвалден је један од сиромашних кантона (зарада по становнику је 40% од просека земље).

## Галерија слика
- Зарнен, седиште кантона
- Здање кантона
- Зарненско језеро и окружење
- Алпи изнад Енгелберга